# Critomolgus brevipes
Critomolgus brevipes is een eenoogkreeftjessoort uit de familie van de Rhynchomolgidae. De wetenschappelijke naam van de soort is voor het eerst geldig gepubliceerd in 1966 door Shen & Lee.